# Louis Tully
Louis Tully è un personaggio immaginario apparso per la prima volta nel film Ghostbusters - Acchiappafantasmi (1984) e nel suo sequel Ghostbusters II (1989). Raggiunse anche la popolarità con la serie televisiva animata The Real Ghostbusters, spin-off del film. È interpretato da Rick Moranis solo nei primi due film, e doppiato da Oreste Lionello nei due film e da Marzio Margine nella serie animata.
Inizialmente Louis Tully doveva essere interpretato da John Candy, ma a causa d'ingaggi per altri film, venne sostituito da Rick Moranis.

## Biografia del personaggio

### Ghostbusters - Acchiappafantasmi(1984)
Louis è il vicino di casa di Dana Barrett ed è attratto da lei che però non ha alcun interesse nei suoi confronti e lo snobba. Suo malgrado Louis si troverà invischiato negli avvenimenti che porteranno all'avvento di Gozer e sarà posseduto dallo spirito di Vinz Clortho il Mastro di Chiavi che lo porterà alla fine ad unirsi a Dana posseduta invece dall'altro adoratore di Gozer: Zuul il Guardia di Porta. Alla fine entrambi verranno salvati dagli acchiappafantasmi.

### Ghostbusters II - Acchiappafantasma II(1989)
In questo film, ambientato cinque anni dopo gli avvenimenti del primo, Louis è diventato il commercialista degli acchiappafantasmi, ed è attratto dalla loro segretaria e sua collega Janine Melnitz. Alla fine del film si vestirà anche lui da Ghostbuster per tentare di salvare gli amici.